# Papiamento (sprog)
Papiamento er et kreolsprog, der tales på ABC-øerne (Aruba, Bonaire og Curaçao). Papiamento har status som officielt sprog på ABC-øerne samt i Nederlandene.
Det anslås, at sproget tales af godt 300.000 personer.

## Eksterne links
- Om Papiamento (engelsk)